# 藍珪
蓝珪（?—?），宋朝宦官。
最初为康王赵构府都监，入内东头供奉官。跟从康王到金国行营。康王开元帅府，他和康履都主管机宜文字。赵构即位为宋高宗，蓝珪恃恩用事，与康履胡作非为。金兵入扬州，高宗驰马出门，跟随的只有他和康履等五六人，倍加炫耀，轻视外朝。经过吴江，他的党羽以射鸭为乐。至杭州，钱塘江观潮，供帐遮道。统制苗傅、武功大夫刘正彦等深恶宦官恣横，建炎三年（1129年），苗傅、刘正彦发动兵变，逼迫高宗，斩杀康履，蓝珪也被捕，因其平日不及康履骄横，免遭杀戮编置到偏远州县。苗刘兵变被镇压下去后，高宗重新召回蓝珪，自武功大夫擢内侍省押班，後提升其为内侍省都知。

## 延伸阅读
[在维基数据编辑]
 《宋史/卷469》，出自脱脱《宋史》